# Okresní soud ve Žďáru nad Sázavou
Okresní soud ve Žďáru nad Sázavou je okresní soud se sídlem ve Žďáru nad Sázavou, jehož odvolacím soudem je Krajský soud v Brně. Rozhoduje jako soud prvního stupně ve všech trestních a civilních věcech, ledaže jde o specializovanou agendu (nejzávažnější trestné činy, insolvenční řízení, spory ve věcech obchodních korporací, hospodářské soutěže, duševního vlastnictví apod.), která je svěřena krajskému soudu.
Soud se nachází v moderní budově s bezbariérovým přístupem ve Strojírenské ulici.

## Soudní obvod
Obvod Okresního soudu ve Žďáru nad Sázavou se zcela neshoduje s okresem Žďár nad Sázavou, patří do něj území všech těchto obcí:
Baliny •
Blažkov •
Blízkov •
Bobrová •
Bobrůvka •
Bohdalec •
Bohdalov •
Bohuňov •
Borač •
Borovnice •
Borovník •
Bory •
Březejc •
Březí •
Březí nad Oslavou •
Březské •
Budeč •
Bukov •
Bystřice nad Pernštejnem •
Býšovec •
Cikháj •
Černá •
Černvír •
Dalečín •
Daňkovice •
Dlouhé •
Dobrá Voda •
Dolní Heřmanice •
Dolní Libochová •
Dolní Loučky •
Dolní Rožínka •
Doubravník •
Drahonín •
Fryšava pod Žákovou horou •
Hamry nad Sázavou •
Herálec •
Heřmanov •
Hodíškov •
Horní Libochová •
Horní Loučky •
Horní Radslavice •
Horní Rožínka •
Chlum-Korouhvice •
Chlumek •
Chlumětín •
Jabloňov •
Jámy •
Javorek •
Jimramov •
Jívoví •
Kadolec •
Kadov •
Kaly •
Karlov •
Katov •
Kněževes •
Koroužné •
Kotlasy •
Kozlov •
Krásné •
Krásněves •
Křídla •
Křižánky •
Křižanov •
Křižínkov •
Křoví •
Kuklík •
Kundratice •
Kuřimská Nová Ves •
Kuřimské Jestřabí •
Kyjov •
Lavičky •
Lhotka •
Lísek •
Líšná •
Lubné •
Malá Losenice •
Martinice •
Matějov •
Měřín •
Milasín •
Milešín •
Mirošov •
Moravec •
Moravecké Pavlovice •
Nedvědice •
Netín •
Níhov •
Nížkov •
Nová Ves •
Nová Ves u Nového Města na Moravě •
Nové Dvory •
Nové Město na Moravě •
Nové Sady •
Nové Veselí •
Nový Jimramov •
Nyklovice •
Obyčtov •
Olší •
Ořechov •
Oslavice •
Osová Bítýška •
Osové •
Ostrov nad Oslavou •
Otín •
Pavlínov •
Pavlov •
Pernštejnské Jestřabí •
Petráveč •
Pikárec •
Písečné •
Počítky •
Poděšín •
Podolí •
Pokojov •
Polnička •
Prosetín •
Račice •
Račín •
Radenice •
Radešín •
Radešínská Svratka •
Radkov •
Radňoves •
Radňovice •
Radostín •
Radostín nad Oslavou •
Rodkov •
Rojetín •
Rosička •
Rousměrov •
Rovečné •
Rozseč •
Rozsochy •
Rožná •
Ruda •
Rudolec •
Řečice •
Řikonín •
Sázava •
Sazomín •
Sejřek •
Sirákov •
Sklené •
Sklené nad Oslavou •
Skorotice •
Skryje •
Skřinářov •
Sněžné •
Spělkov •
Strachujov •
Stránecká Zhoř •
Strážek •
Střítež •
Sulkovec •
Světnov •
Sviny •
Svratka •
Škrdlovice •
Štěpánov nad Svratkou •
Tišnovská Nová Ves •
Tři Studně •
Ubušínek •
Uhřínov •
Ujčov •
Újezd •
Újezd u Tišnova •
Unčín •
Vatín •
Věcov •
Věchnov •
Velká Bíteš •
Velká Losenice •
Velké Janovice •
Velké Meziříčí •
Velké Tresné •
Vepřová •
Věstín •
Věžná •
Vídeň •
Vidonín •
Vír •
Vlachovice •
Vlkov •
Vojnův Městec •
Vratislávka •
Vysoké •
Záblatí •
Zadní Zhořec •
Znětínek •
Zubří •
Zvole •
Ždánice •
Žďár nad Sázavou •
Žďárec